# (21632) Suwanasri
(21632) Suwanasri (1999 NR11) – planetoida z pasa głównego asteroid okrążająca Słońce w ciągu 3,68 lat w średniej odległości 2,38 j.a. Odkryta 13 lipca 1999 roku.